# Thiram
|  | No s'ha de confondre amb ziram. |

Thiram, amb el nom IUPAC: dimetilcarbamotioilsulfanil N,N-dimetilcarbamoditioat, és un fungicida ectoparasiticida de tipus orgànic. Es presenta com una pols cristal·lina blanca o groga. Es fa servir àmpliament per evitar les malalties de les plantes (en la mateixa planta i en les seves llavors) causades per fongs. També s'usa com repel·lent d'animals herbívors (com per exemple els conills, altres rosegadors i els cérvols). Actua contra diverses malalties fúngiques i algunes afeccions per bacteris en humans.

## Propietats químiques
El thiram és un tipus de fungicida amb sofre. És disponible en forma de pols, pols mullable, fluid, grànuls dispersables en aigua i formulacions en suspensió en aigua a més de presentar-se en mescles amb altres fungicides.
El thiram resta gairebé immobilitzat en els sòls argilencs o en sòls d'alt contingut en matèria orgànica del sòl. No es creu que contamini l'aigua subterrània perquè la seva vida mitjana al sòl és només de 15 dies i té la tendència d'enganxar-se a les partícules del sòl.

## Toxicitat
El thiram és moderadament tòxic per ingestió, però és molt tòxic per inhalació. El thiram irrita els ulls, la pell i el tracte respiratori.